# Luana Rabechy
Luana Rabechy Gonçalves (Contagem, 26 de julho de 1998) é um voleibolista profissional brasileira, jogador posição levantador. Desde a temporada 2019/2020 é jogador do clube Maringá/Amavolei.

## Títulos
Clubes
Campeonato Sul-Americano de Clubes:
- 2018, 2019

Campeonato Brasil:
- 2019[1]
- 2018

Copa Brasil:
- 2019[2]